# Barrage Shahid Rajaee
 (janvier 2021).
Si vous disposez d'ouvrages ou d'articles de référence ou si vous connaissez des sites web de qualité traitant du thème abordé ici, merci de compléter l'article en donnant les références utiles à sa vérifiabilité et en les liant à la section « Notes et références ».
Le barrage Shahid Rajaee (en persan : سد شهید رجایی), ou barrage Soleyman Tangeh (en persan : سد سرمه تنگه), est un barrage du Nord de l'Iran. Il est nommé en hommage à Mohammad Ali Radjaï.